# Rhynchophorus ferrugineus

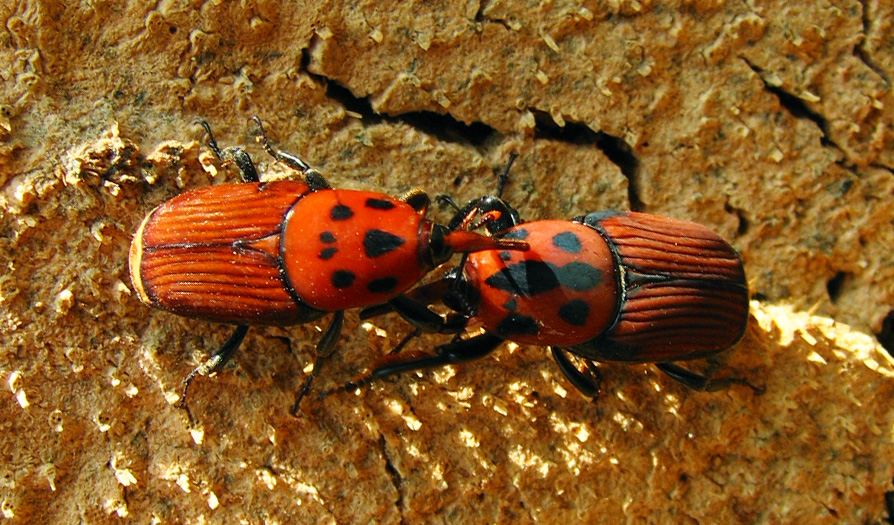
Due maschi combattono

Il punteruolo rosso della palma (Rhynchophorus ferrugineus Olivier, 1790) è un coleottero curculionide, originario dell'Asia, micidiale parassita di molte specie di palme.

## Distribuzione
Rhynchophorus ferrugineus è originario dell'Asia sudorientale e della Melanesia, dove è responsabile di seri danni alle coltivazioni di palma da cocco.
A seguito del commercio di esemplari di palme infette, raggiunse negli anni ottanta gli Emirati Arabi e da lì si diffuse in Medio Oriente (segnalato in Iran, Israele, Giordania e Palestina) e in quasi tutti i Paesi del bacino meridionale del Mar Mediterraneo (a partire dall'Egitto dove fu segnalato per la prima volta nel 1992); risalito sino alla Spagna (prima segnalazione nel 1994), raggiunse poi la Corsica e la costa Azzurra francese (2006).
La prima segnalazione in Italia è del 2004 e si deve ad un vivaista di Pistoia che aveva importato delle piante dall'Egitto; nel 2005 viene segnalato in Sicilia e quindi in veloce diffusione verso il Nord della penisola: arriva in Campania, portando a morte centinaia di palme secolari in parchi pubblici, quali lo storico lungomare di Salerno, viale Augusto e viale Gramsci a Napoli, nonché giardini privati; nel Lazio, torna in Toscana ed è infine anche in Liguria, Marche, Abruzzo, Molise, Puglia, Basilicata, Calabria e Sardegna. Segnalato anche nel continente oceanico, nelle Antille olandesi e negli Stati Uniti in California.
La causa della rapida diffusione è principalmente il commercio di esemplari di palma infestati dall'insetto e non riconosciuti tali.
Gli stati nativi del punteruolo rosso sono Bangladesh, Birmania, Cambogia, Cina, Filippine, Giappone, India, Indonesia, Laos, Malaysia, Pakistan, Singapore, Sri Lanka, Taiwan, Thailandia, Vietnam.
Successivamente è stato segnalato in:
Albania, Algeria, Arabia Saudita, Aruba, Australia, Bahrein, Croazia, Cipro, Egitto, Emirati Arabi Uniti, Francia (incl. Corsica), Giordania, Grecia, Iran, Israele, Italia (incl. Sardegna e Sicilia), Kuwait, Libia, Malta, Monaco, Montenegro, Marocco, Oman, Palestina, Papua Nuova Guinea, Portogallo (incl. Madera), Qatar, Isole Salomone, Samoa, Siria, Slovenia, Spagna (incl. Baleari e Canarie), Stati Uniti (solo California), Tunisia, Turchia, Vanuatu.

## Descrizione

### Adulto
Lungo fra i 19 ed i 45 mm, presenta una livrea di colore rosso-brunastro, con macchioline nere nella parte superiore del torace. Possiede un lungo rostro ricurvo, che nel maschio è più accentuato e ricoperto da una fitta peluria brunastra, alla sua base sono inserite le antenne. La larghezza del corpo varia fra gli 11,5 e i 15,5 mm, le elitre presentano una fine striatura e sono di colore più scuro rispetto al pronoto. Lo scutello è lungo circa un quarto delle elitre, piuttosto ampio.

### Uova
Le sue uova sono sottili, oblunghe, di colore bianco crema, lunghe in media 2,62 × 1,12 mm, la femmina ne depone un numero variabile fra qualche decina e molte centinaia.

### Larva
Le larve sono lunghe 35 - 50 mm, di colore biancastro con il capo marrone, l'apparato boccale masticatore è ben sviluppato e fortemente chitinizzato mentre il corpo bianco, composto da 13 segmenti, non è dotato di zampe.

### Pupa
La pupa misura in media 35 mm × 15 mm, ed è inizialmente di color bianco crema e quindi marrone negli stadi più avanzati.

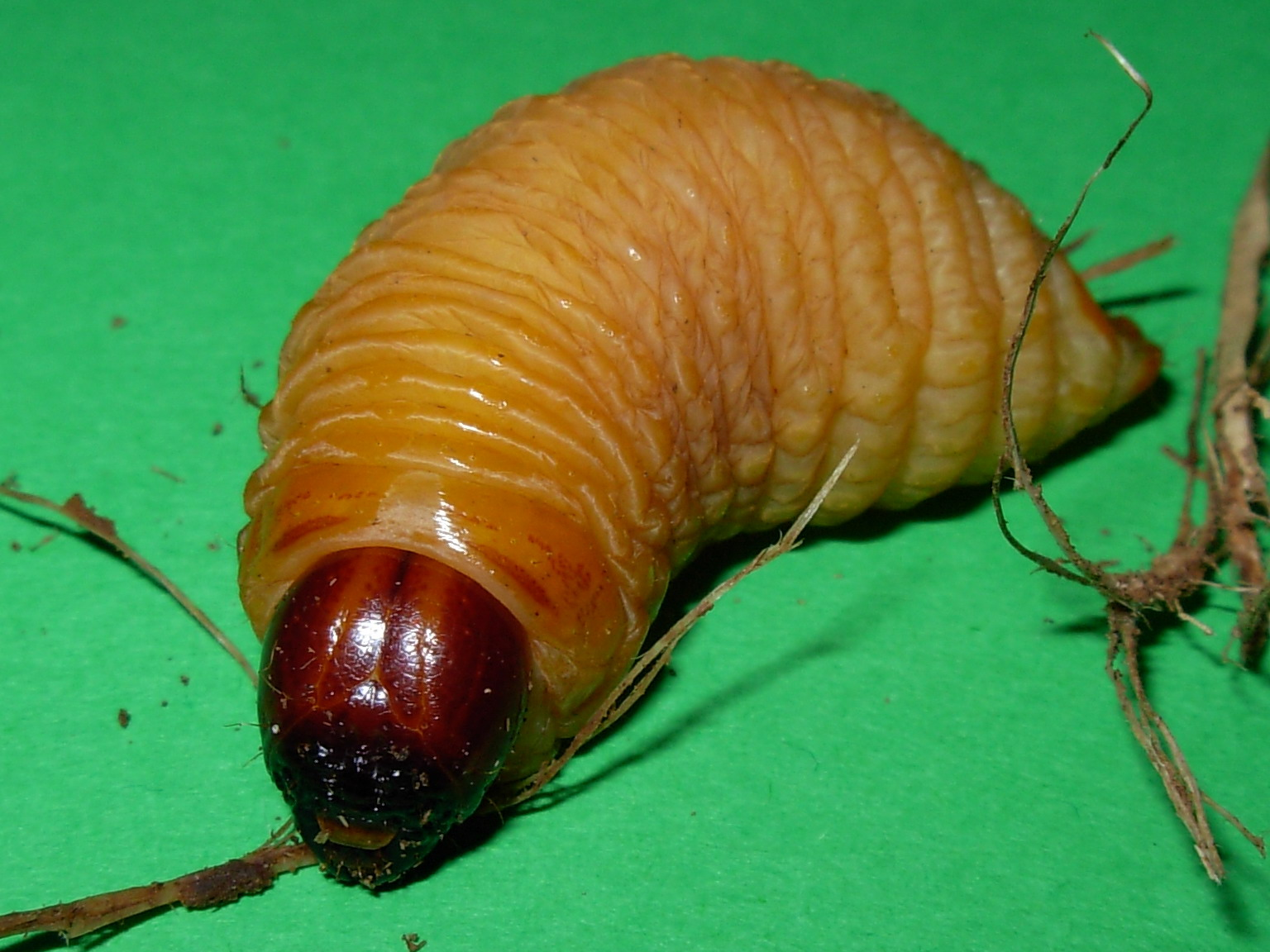
Larva
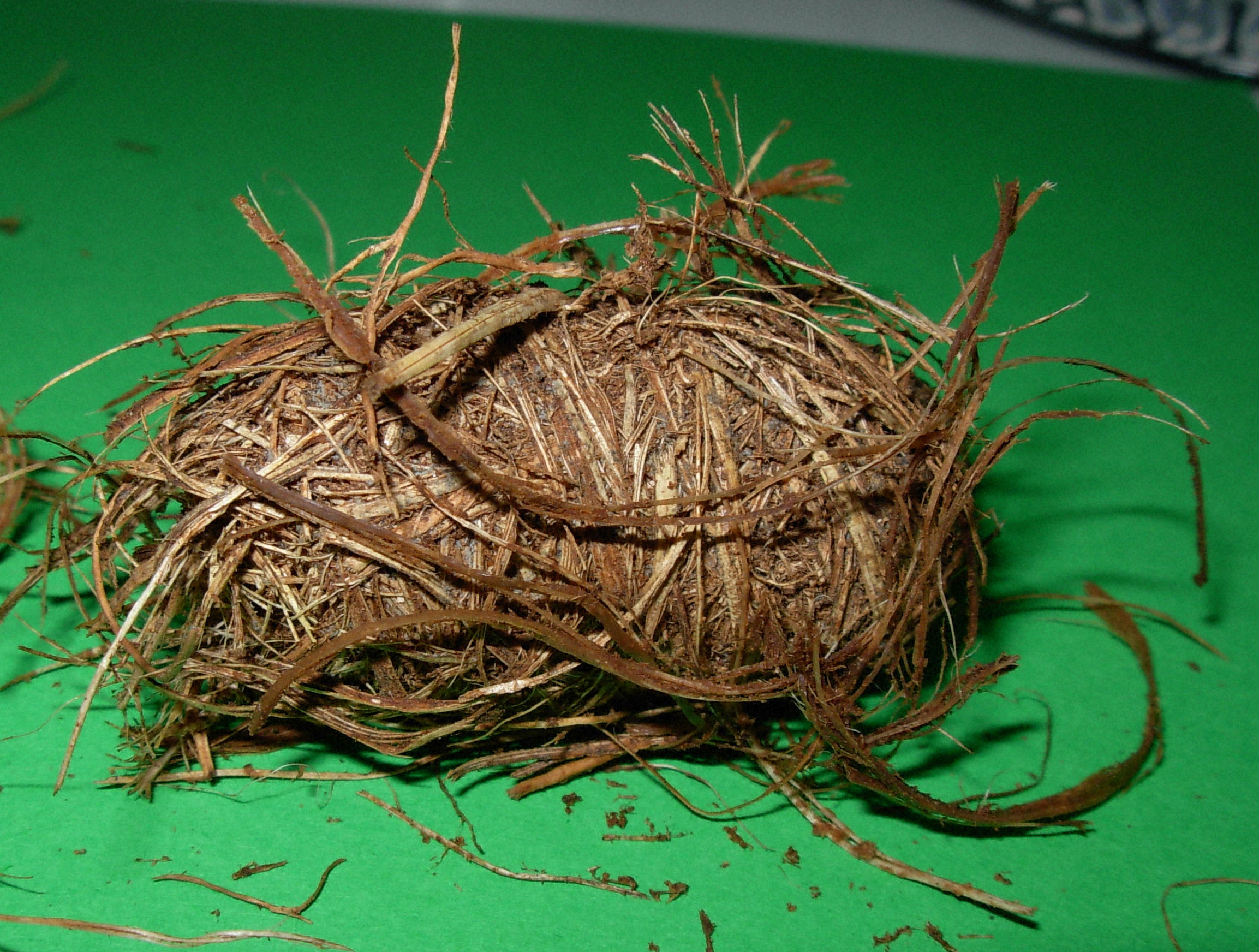
Bozzolo
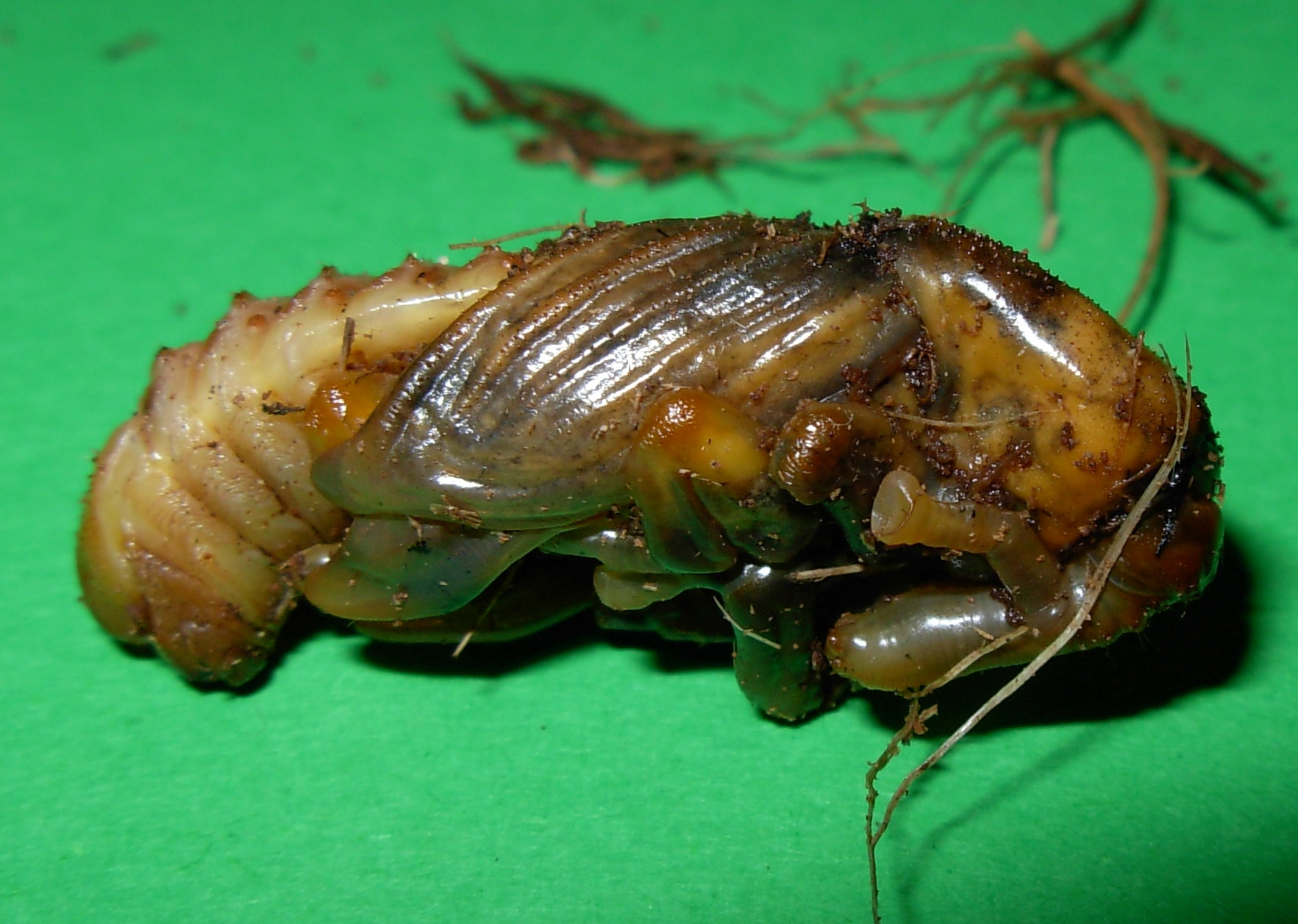
Pupa
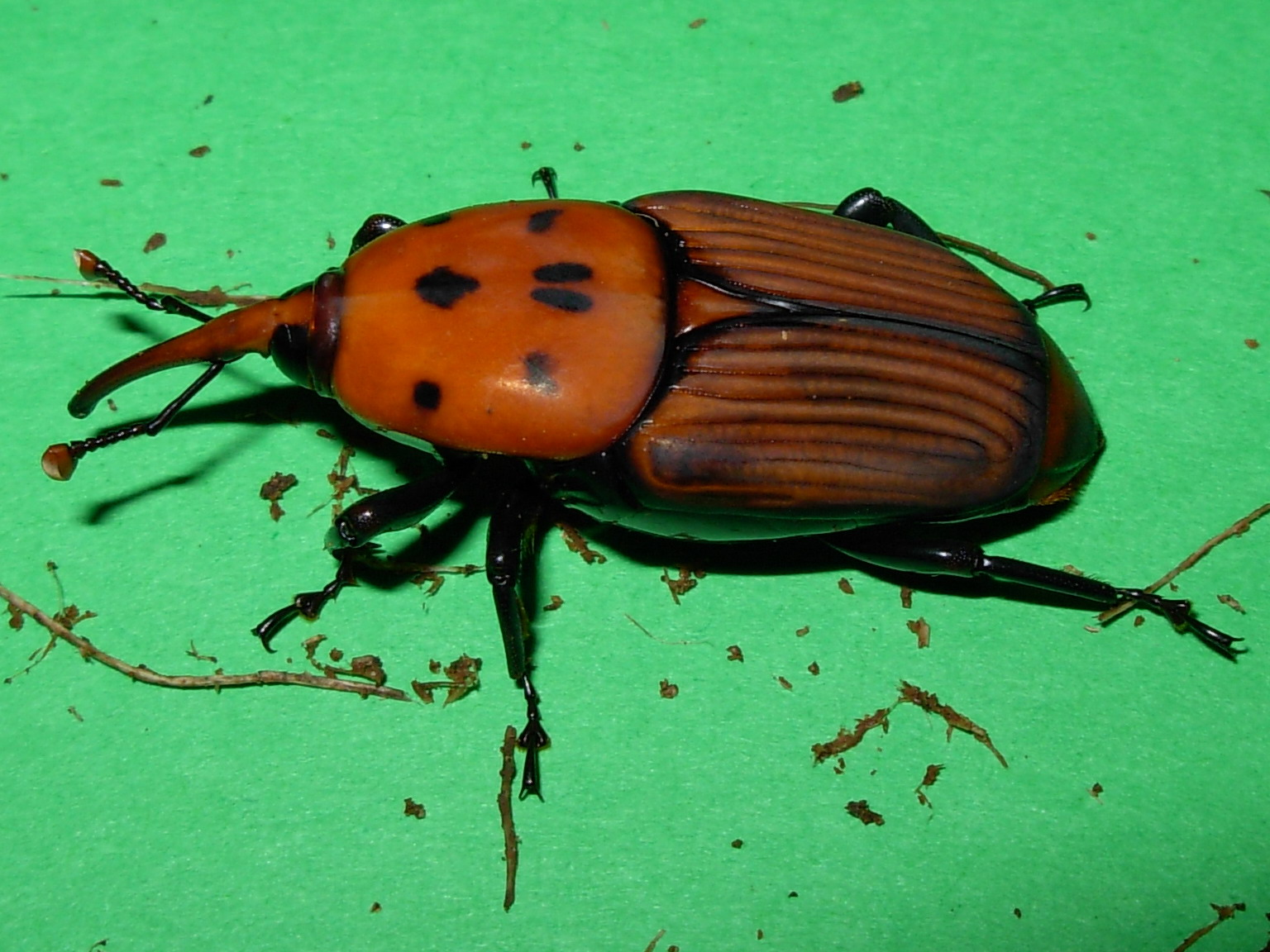
Esemplare adulto
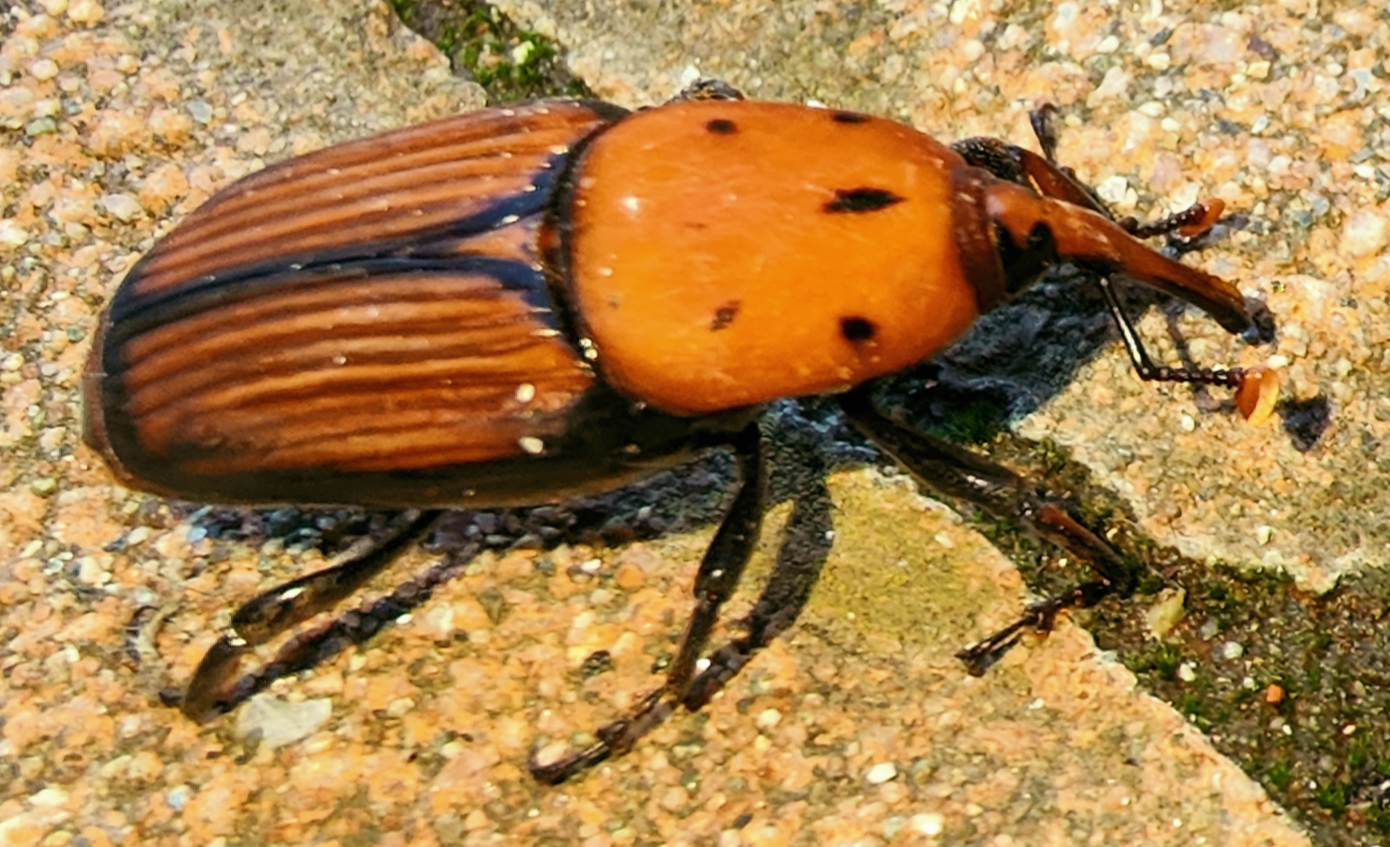
Rhynchophorus ferrugineus adulto fotografato a Loano

## Biologia
Gli adulti di Rhynchophorus ferrugineus sono attivi sia di giorno che di notte. Sono abili volatori, in grado di raggiungere nuovi ospiti nel raggio di 1 km.
La oviposizione avviene solitamente in corrispondenza delle porzioni più giovani e tenere della pianta o in ferite del tronco o del rachide fogliare. Una femmina può deporre sino a 200 uova per volta.
Dopo la schiusa, le larve si dirigono verso l'interno della pianta, scavando gallerie grazie al robusto apparato masticatorio e danneggiando soprattutto la zona del tronco immediatamente sottostante alla corona fogliare. Il periodo larvale dura in media 55 giorni.
Le larve si impupano in genere alla base della pianta, formando dei bozzoli ovali di fibre di palma all'esterno del tronco. Dopo l'emergenza dalla pupa gli adulti rimangono all'interno di tali bozzoli per 4-17 giorni (media 8 giorni), raggiungendo la maturità sessuale.
Il ciclo vitale completo, dall'uovo allo sfarfallamento, dura in media 82 giorni. Gli adulti hanno una durata di vita di circa 2-3 mesi.
È stato stimato che, in assenza di fattori limitanti, una singola coppia di Rhynchophorus ferrugineus possa dare vita, nell'arco di 4 generazioni, a circa 53 milioni di esemplari.

## Uso alimentare
Presso gli Iatmul, una popolazione indigena della Papua Nuova Guinea, le larve di Rhynchophorus ferrugineus costituiscono un importante elemento della dieta, arrivando a coprire circa il 30% del fabbisogno proteico e costituendo la principale fonte di zinco e ferro.
Anche i Korowai, un popolo della Nuova Guinea Occidentale, consumano la larva di quest'insetto.

## Ospiti
Il punteruolo colpisce parecchie specie di palme tra cui le più diffuse varietà ornamentali mediterranee, la palma delle Canarie e quella da dattero, ma anche specie di interesse economico quali la palma da cocco e quella da olio.
Altre specie su cui sono stati segnalati attacchi sono la palma di Betel, da zucchero, la palma americana, quella cinese, da succo, a ventaglio, del rattan e altre; occasionalmente attacca anche agave americana e canna da zucchero.
Alcune specie, quali la palma nana, erano ritenute immuni all'infestazione in quanto si pensava che la loro secrezione gommosa potesse costituire barriera contro l'attecchimento del parassita, laddove invece si è riscontrato che anch'esse sono vulnerabili al punteruolo.

## Sintomi dell'infestazione

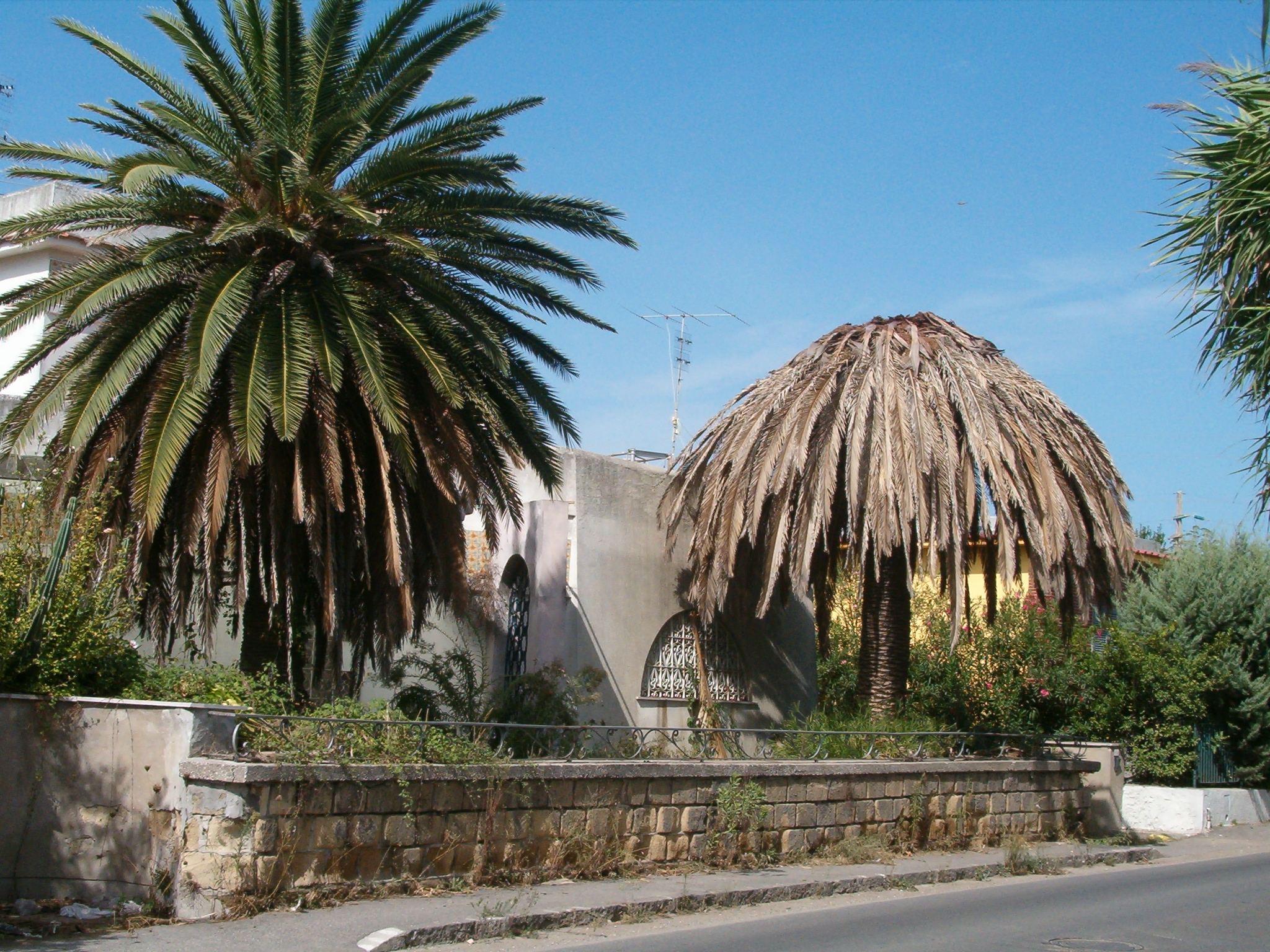
Esemplare di palma infestata dal Rhynchophorus ferrugineus (a destra)

L'infestazione può essere a lungo asintomatica e manifestarsi solo in una fase avanzata.
I primi sintomi sono rappresentati da un anomalo portamento della chioma, che assume un caratteristico aspetto divaricato "ad ombrello aperto".
Nei casi più gravi si arriva alla perdita completa delle foglie, per cedimento del rachide fogliare, per cui la pianta appare come "scapitozzata".
Nello stadio terminale della infestazione si produce un vero e proprio "collasso" della pianta: solo a questo punto le colonie di curculionidi abbandonano la pianta attaccata migrando su un nuovo esemplare.

## Metodi di lotta

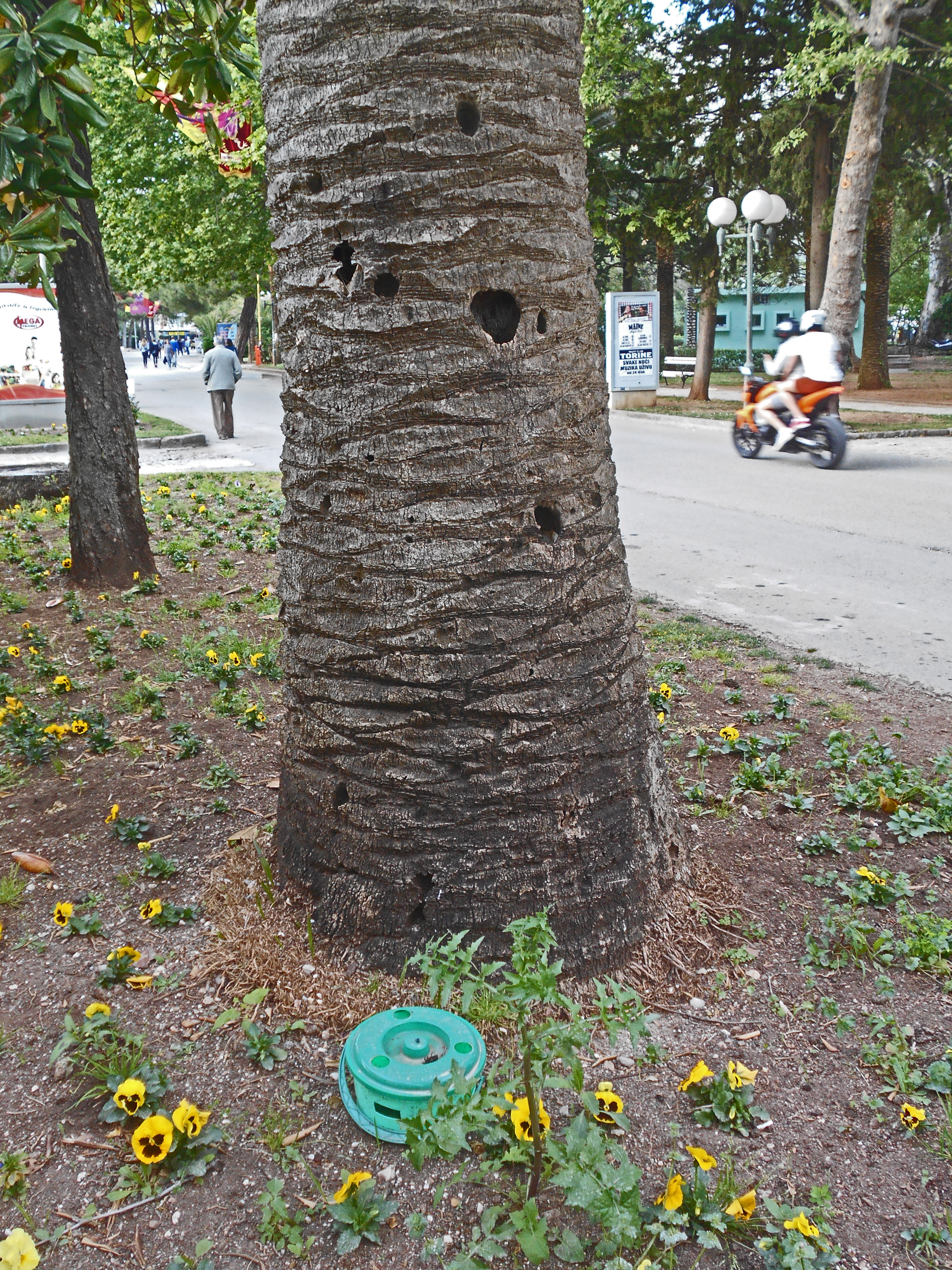
Trappole per Rhynchophorus ferrugineus)

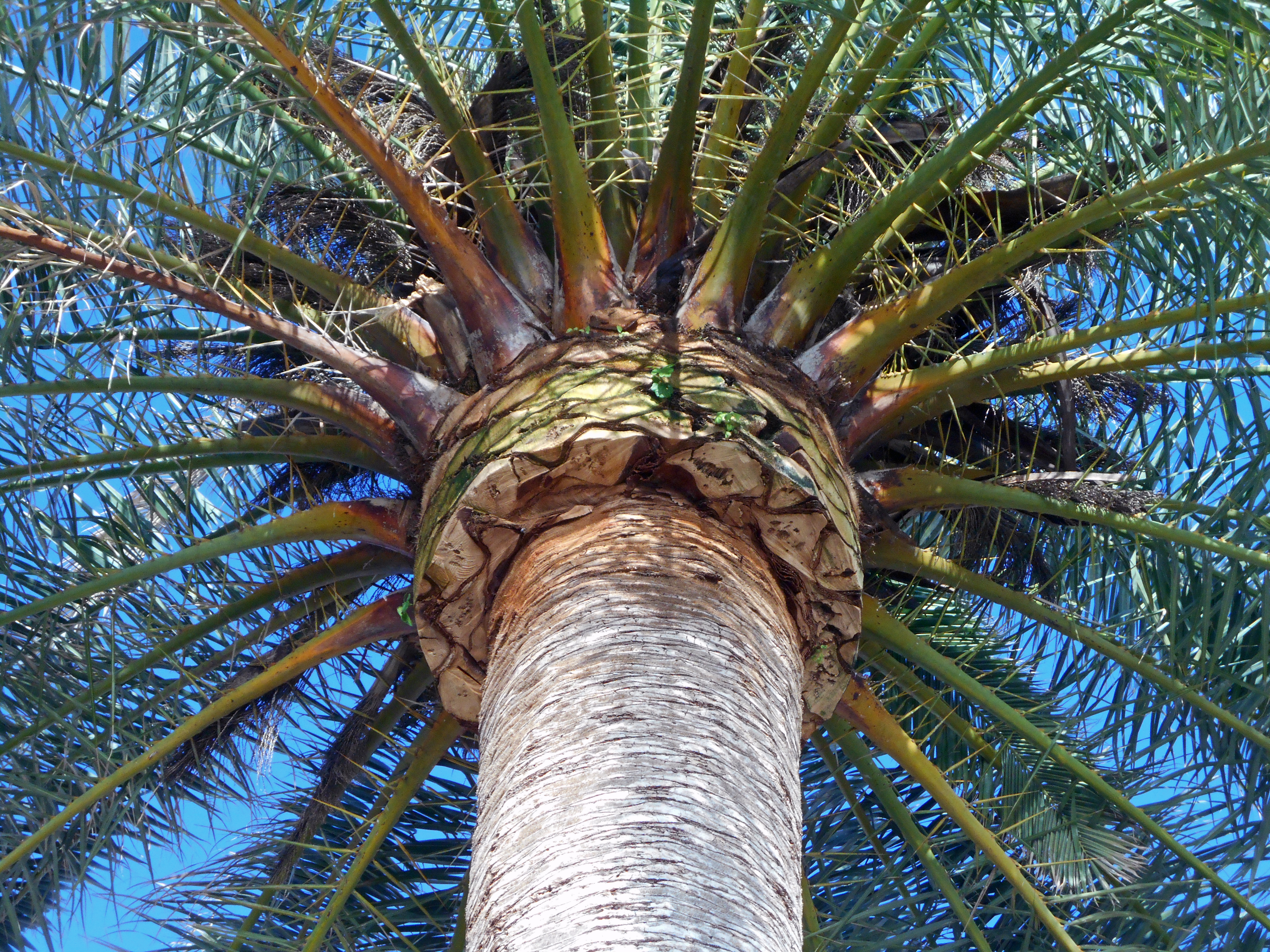
La rimozione dei resti molli di foglie dal tronco è una delle misure per combattere l'infezione

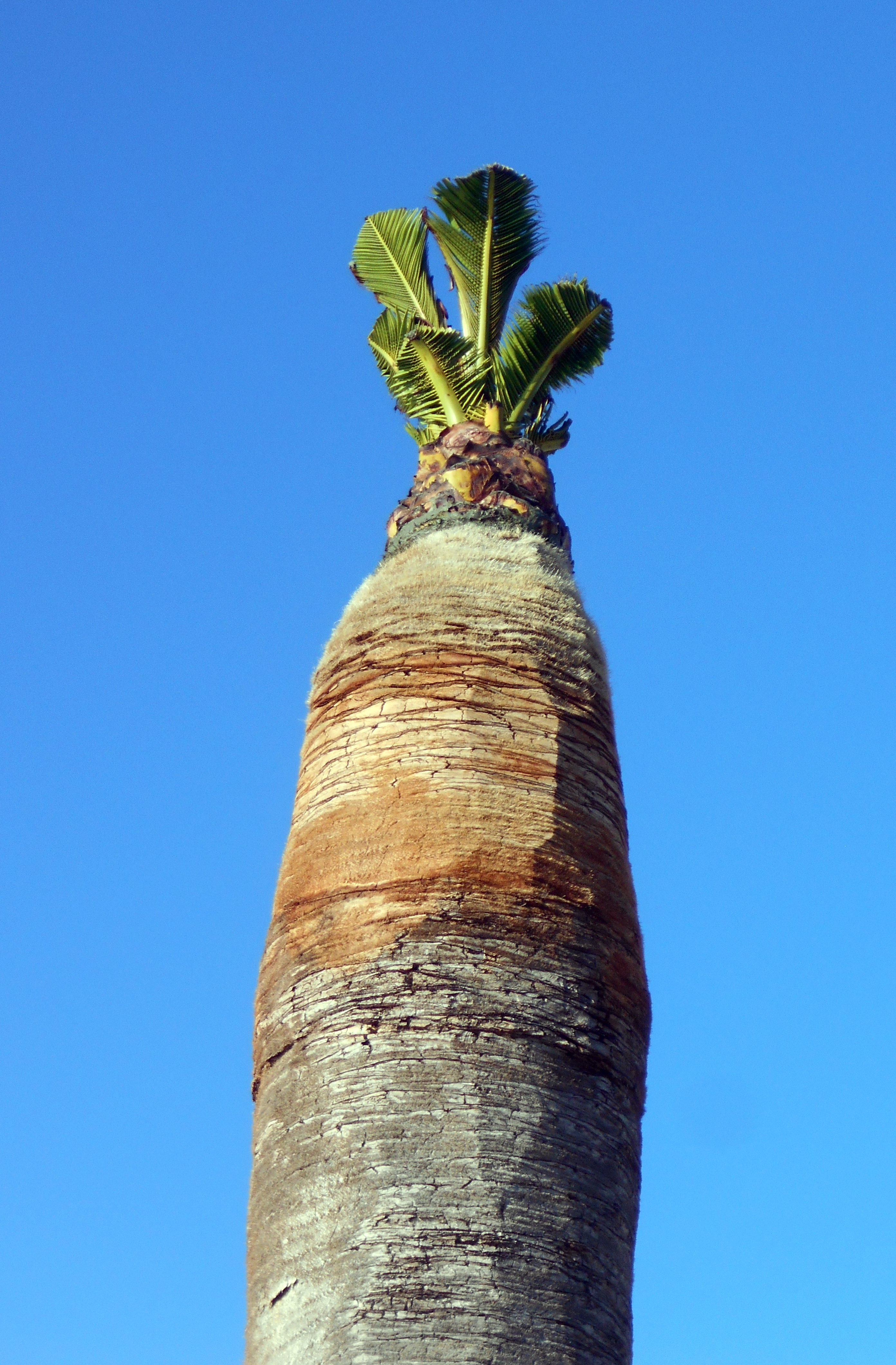
Palma guarita

Il controllo del Rhynchophorus ferrugineus è problematico e molto difficile a causa del concorso di molteplici fattori che favoriscono il fitofago. Gli adulti si muovono con facilità e possono eludere eventuali barriere di protezione o di contenimento espandendo i focolai d'infestazione.
I trattamenti chimici curativi richiedono l'impiego di insetticidi sistemici e una diagnosi precoce dell'infestazione; trattamenti curativi tardivi, oltre ad essere inutili per risolvere l'attacco nella pianta infestata, sono anche di scarsa efficacia. I trattamenti chimici preventivi possono avere una loro efficacia come barriera chimica, tuttavia presuppongono l'impiego di prodotti attivi per contatto, dotati anche di una certa tossicità, e la copertura di tutta la pianta con l'irrorazione. Il trattamento di esemplari di grandi dimensioni, che espone al rischio di fenomeni di deriva, e l'intervento in aree urbane pongono inoltre vincoli nella scelta del principio attivo subordinando l'efficacia alla tutela della salute pubblica.
L'impiego di antagonisti naturali è ancora in fase di studio e al momento non ci sono ancora prospettive di applicazione significative: gli Artropodi ausiliari si sono finora rivelati insufficienti a contenere la dinamica della popolazione.
Migliori prospettive sono offerte dall'impiego degli entomopatogeni, in particolare virus agenti della poliedrosi citoplasmatica e nematodi.
L'efficacia di questi ultimi, almeno in ambito sperimentale, sarebbe stata messa in evidenza da ricerche condotte in Spagna nell'impiego sia preventivo sia curativo: la liberazione di adulti su piante preventivamente trattate con nematodi ha prodotto una mortalità del 100%; sembra inoltre che i nematodi siano in grado di penetrare nelle gallerie e raggiungere le larve, permettendo perciò un intervento anche in sede curativa.
L'impiego delle trappole, largamente sperimentato in diverse regioni dell'Asia, del Medio Oriente e in Spagna, ha messo in evidenza l'utilità accessoria sia nel mass trapping sia nel monitoraggio della popolazione di adulti.
Le indicazioni riportate in letteratura sul grado di efficacia sono discordanti, tuttavia mettono in evidenza una maggiore efficacia dell'uso di attrattivi combinati (feromone e attrattivi alimentari a base di zucchero) e l'importanza della disposizione delle trappole in relazione all'altezza. Sulla base dei risultati finora conseguiti è presumibile che la tecnologia debba essere ancora raffinata per migliorare ulteriormente le prospettive di successo.
Scarsi risultati hanno finora prodotto le ricerche in merito alla possibilità di sfruttamento della tecnica del maschio sterile.
Interessanti sono le prospettive di adozione di tecniche di lotta integrata, sulla base dei risultati di prove condotte in Medio Oriente. In generale la lotta integrata presuppone l'adozione di tecniche combinate che agiscono a vari livelli: monitoraggio della popolazione, ricorso al mass trapping, esame delle palme ai fini di una diagnosi precoce, misure di profilassi che consistono nell'eliminazione dei possibili siti di riproduzione, nella bonifica dei possibili focolai d'infestazione (es. giardini e palmizi abbandonati), mantenimento delle piante in buono stato fitosanitario, ricorso ai trattamenti chimici preventivi e curativi, ricorso a regolamenti che impongono misure fitosanitarie, educazione e divulgazione. L'adozione di tecniche combinate ha permesso di ottenere anche un successo nell'eradicazione (Israele), sia pure in un contesto locale e circoscritto. La letteratura cita anche la possibilità di sviluppo di metodi di diagnosi precoce più o meno singolari, come l'impiego dei cani o il rilevamento del tasso di traspirazione, che nelle palme infestate s'intensifica.
In ambienti di recente introduzione, come in Italia, è di fondamentale importanza la profilassi al fine di evitare l'espansione del fitofago, intervenendo precocemente sui focolai d'infestazione. In proposito, sulla base delle difficoltà oggettive di diagnosticare precocemente gli attacchi e d'intervenire con interventi curativi, si rivelano di particolare importanza le seguenti azioni:
- il monitoraggio da parte degli Osservatori fitosanitari;
- il mantenimento delle palme in buone condizioni nutrizionali e fitosanitarie, in quanto la suscettibilità agli attacchi da parte degli insetti xilofagi aumenta nelle piante in condizioni di stress o comunque indebolite;
- l'adozione di tecniche di potatura e cure che riducano i possibili siti di penetrazione dell'insetto;
- la distruzione dei focolai d'infestazione, rappresentati da palme attaccate, adottando accorgimenti finalizzati ad impedire lo sfarfallamento degli adulti (rimozione delle palme, allestimento di barriere fisiche di contenimento, distruzione con la trinciatura e con la bruciatura in tempi brevissimi).

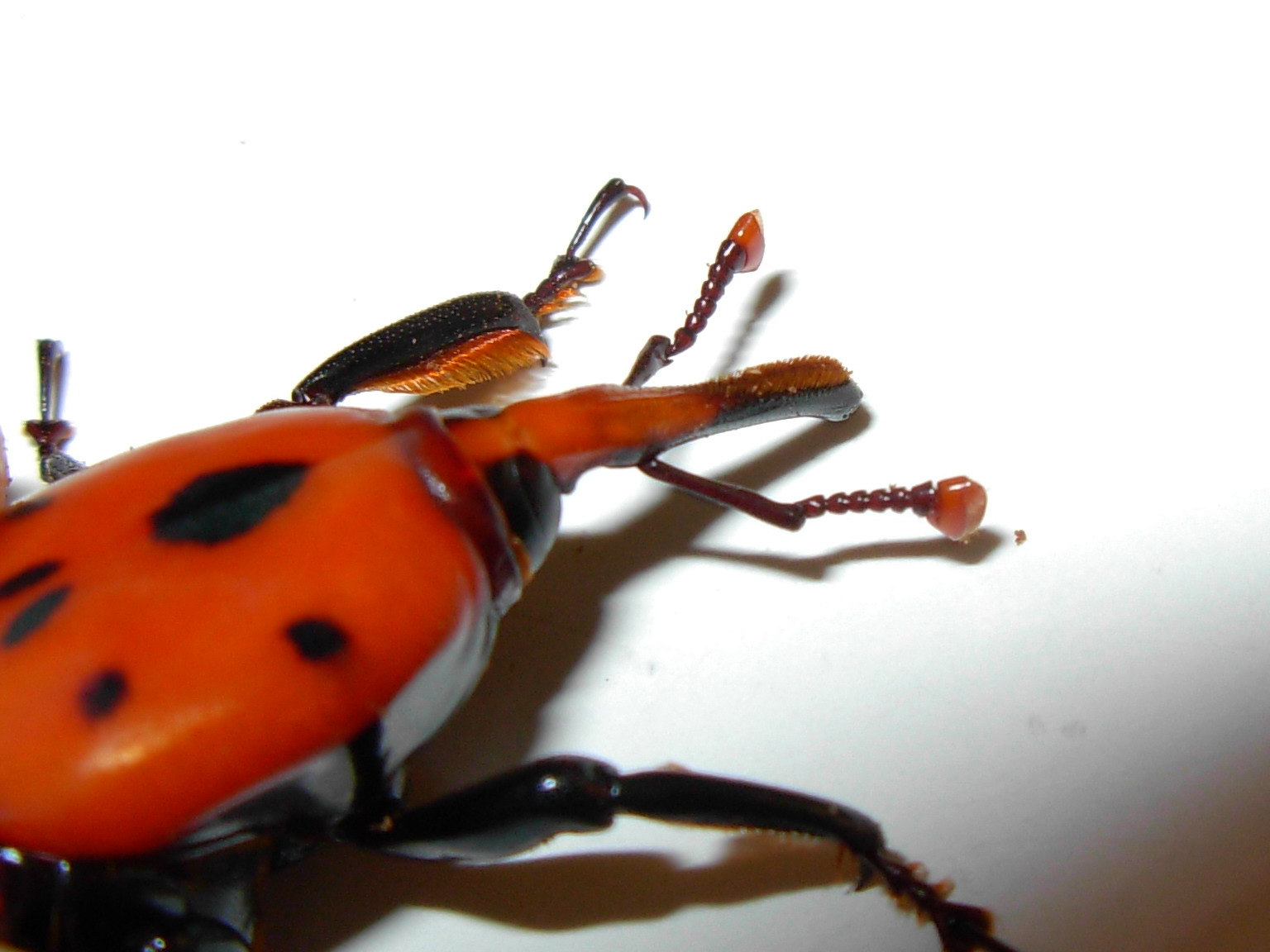
Dettaglio del rostro di un esemplare maschio
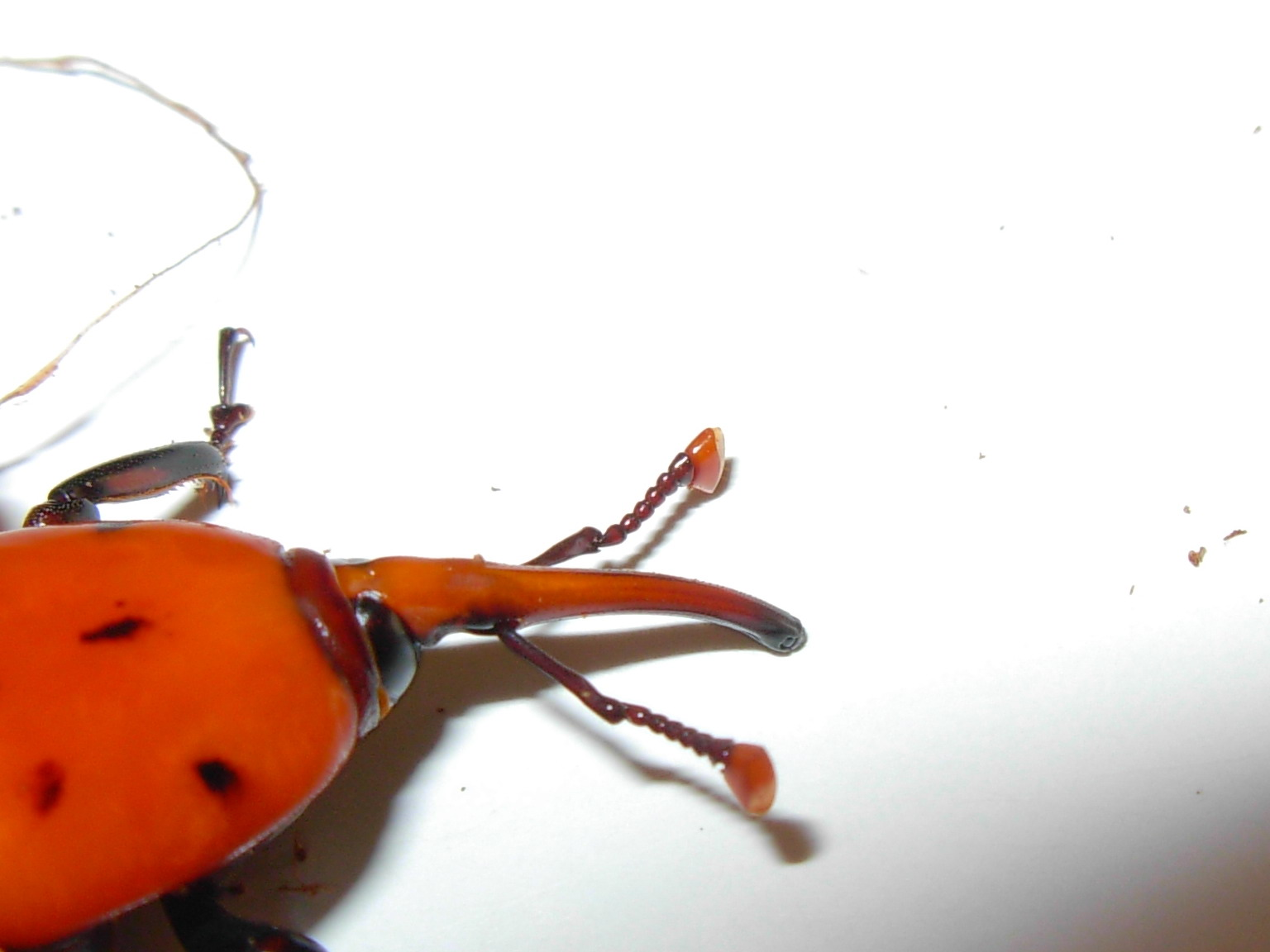
Dettaglio del rostro di un esemplare femmina
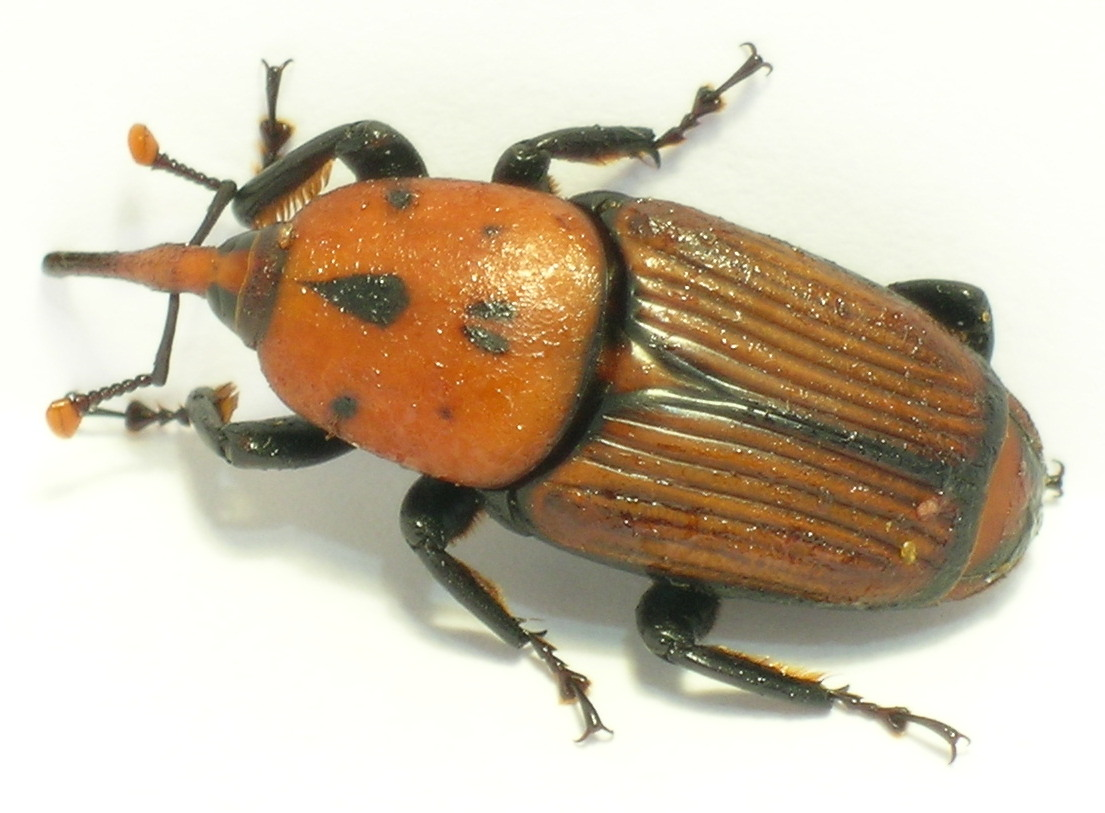
Adulto (sesso incerto)
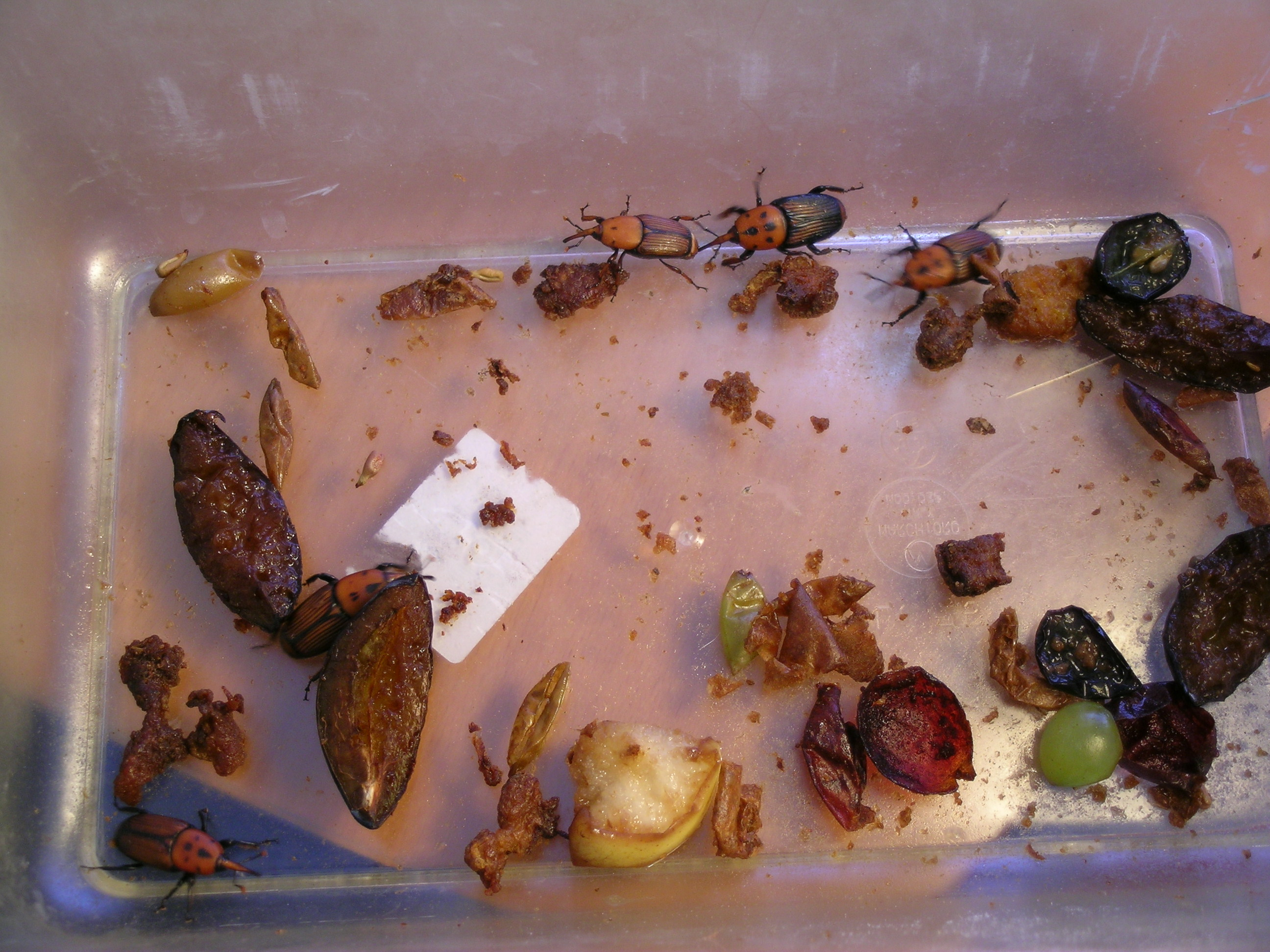
Cinque adulti (sesso incerto) in un acquario di plastica, con il loro pasto di frutta marcia